# Touradon

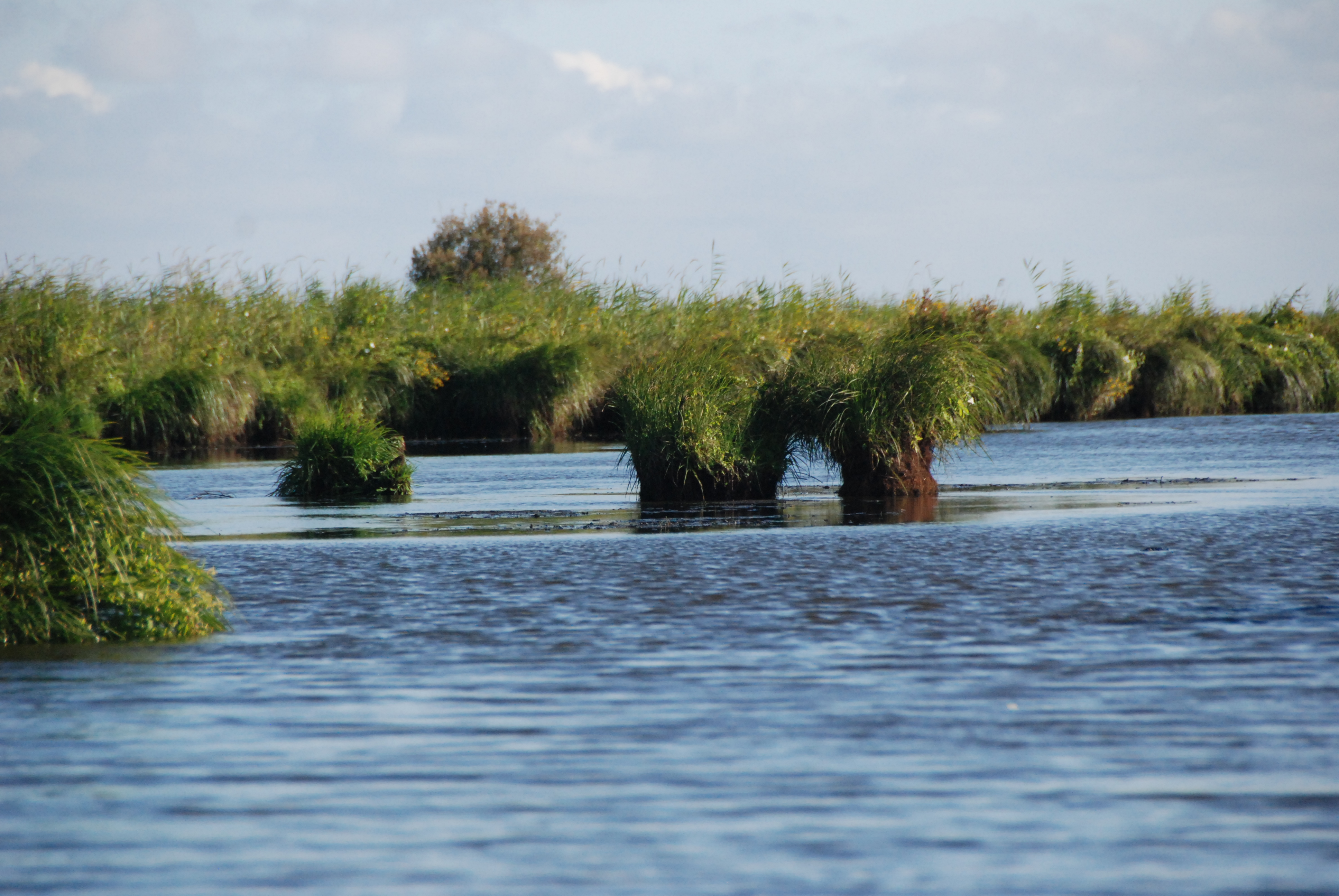
Touradons à Carex en Brière.

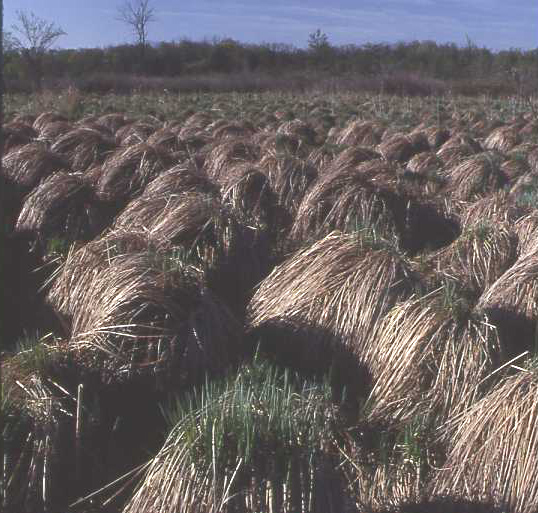
Touradons dans la réserve naturelle de Lakeville (Lakeville Swamp Nature Sanctuary, Michigan).

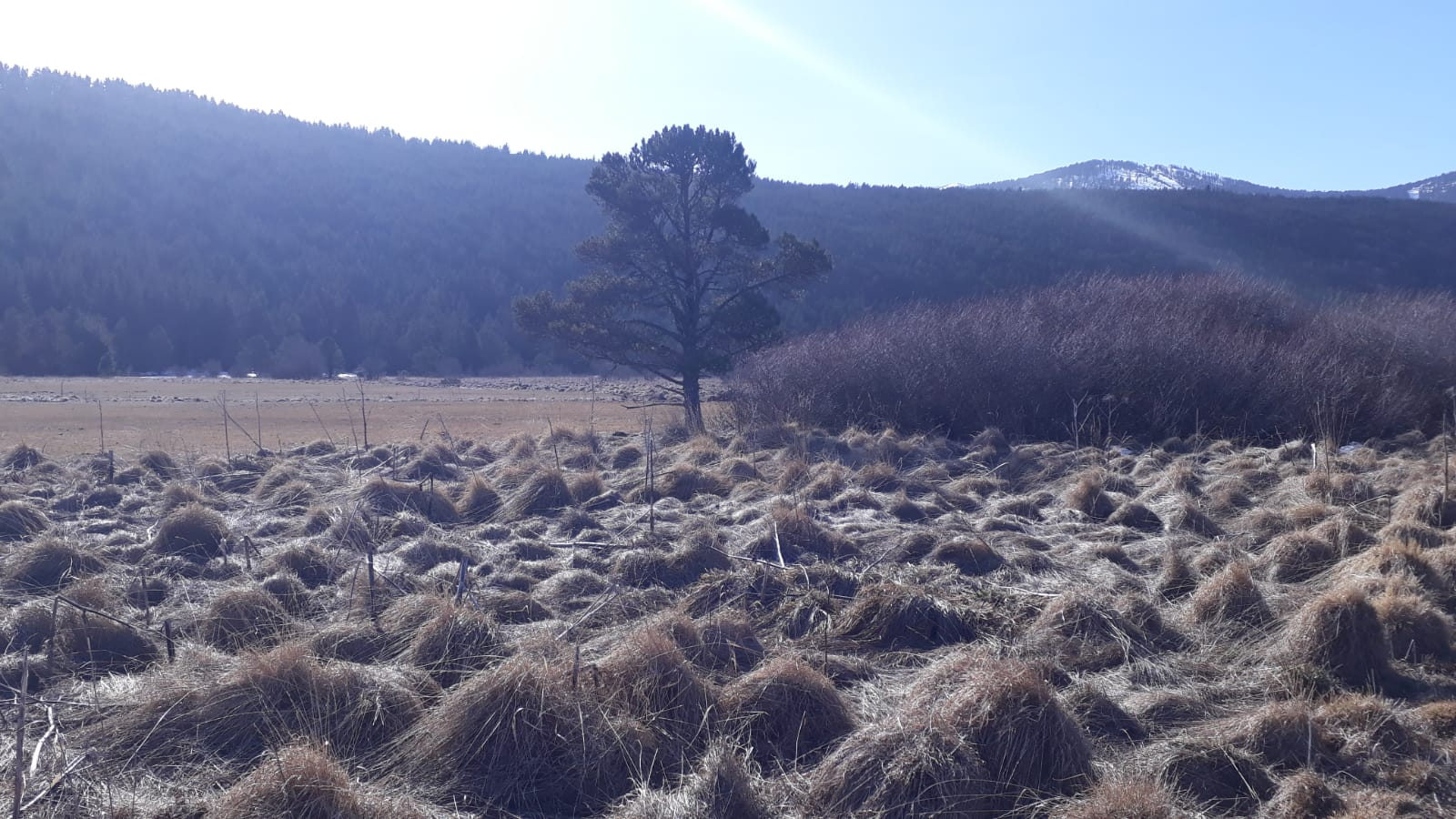
Touradons à Espousouille dans le Capcir.

Le terme « touradon » est donné en botanique et en géomorphologie à des micro-formes en buttes ou en mottes plus ou moins arrondies, de 40 centimètres à plus d'un mètre de haut. On a comparé les touradons à des « donjons végétaux en miniature », mais on a parfois tendance à les confondre avec les mottureaux. 
On les observe dans certaines tourbières et dans des zones humides paratourbeuses. On explique leur existence par le développement de certaines plantes cespiteuses sur leurs anciennes racines (tourbe racinaire) et feuilles mortes, leur décomposition étant ralentie par l'acidité du milieu. C'est fréquemment le cas des touffes de Molinie, de Laîche paniculée et d'Osmonde royale. 
On les observe aussi dans les schorres (touradons de Spartine, Carex, etc.).
Il existe des touradons de Carex auprès du Lac de Grand-Lieu, qui peuvent se détacher de la rive et flotter. Ils sont alors nommés « bloute » par les pêcheurs locaux.
Ce nom regroupe plusieurs espèces appartenant aux familles des Graminées, des Campanulacées et des Cyperacées.
Il existe deux appellations en anglais :
- Tussock
- Tussockgrass (herbes à tussack), réservé aux espèces du genre Nassella.

## Confusions possibles
Il ne faut pas confondre les touradons :
- avec les mottureaux, type de micro-relief ou de micro-modelé où alternent des monticules végétalisés et des dépressions ;
- avec les thufurs, hummocks et les buttes gazonnées périglaciaires dont la genèse est liée aux alternances de grand froid et de dégel ;
- avec les tertres artificiels construits par les agriculteurs, sur le pourtour peu profond de certains lacs africains ;
- avec les cercles de fées d'Afrique australe, d'origine végétale ;
- avec des taupinières et des termitières en dôme.

## Espèces formant des touradons
- famille des Poaceae
  - genre Cymbopogon
    - Cymbopogon schaenanthus[4]

  - genre Dichanthelium
    - Dichanthelium cynodon

  - genre Molinia
    - Molinia caerulea[2]

  - genre Nassella
    - Nassella cernua
    - Nassella chilensis
    - Nassella formicarum
    - Nassella lepida
    - Nassella leucotricha

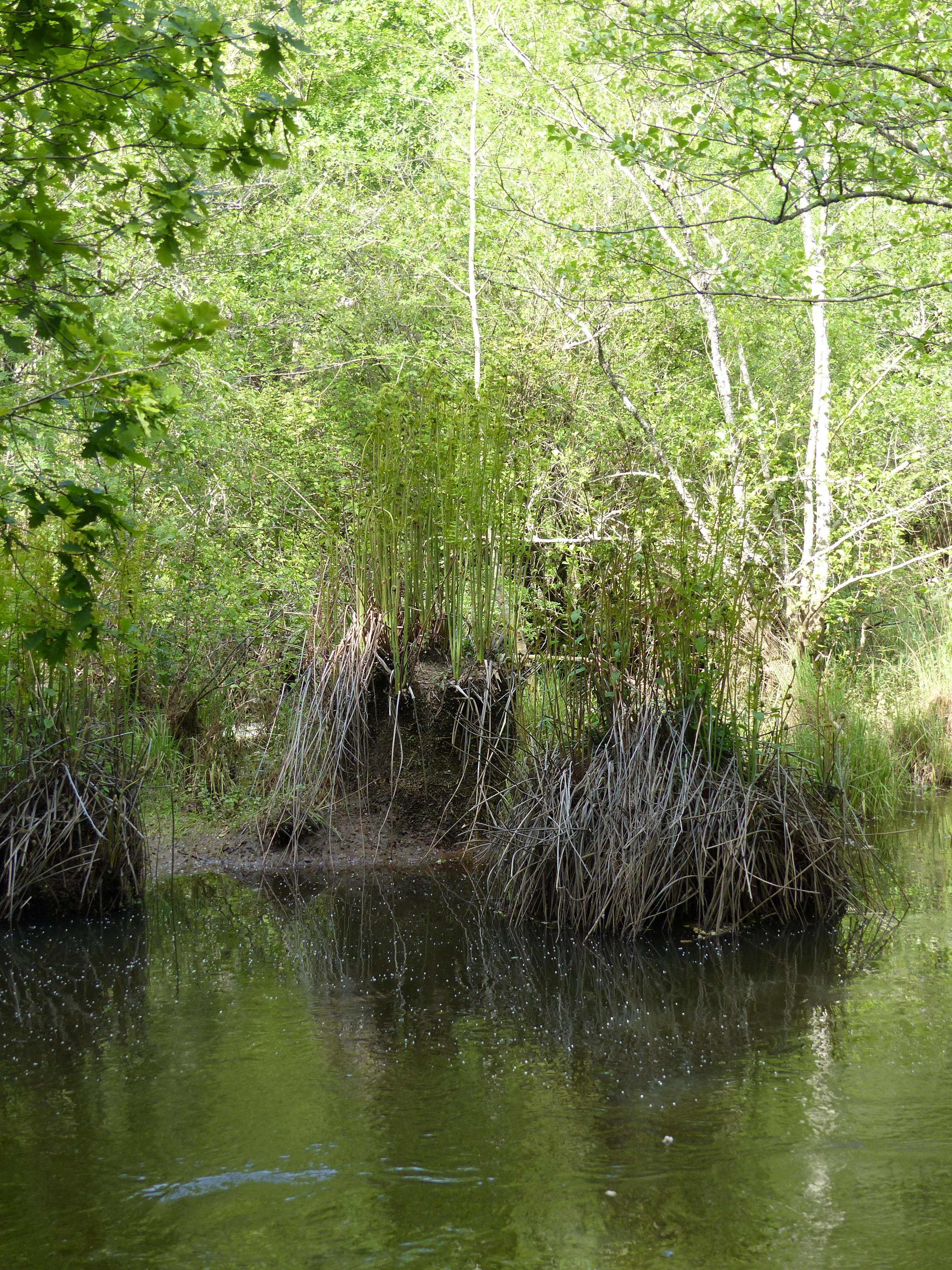
Touradons à Osmonde royale (Osmunda regalis) sur les bords de l'Eyre dans le Sud-Ouest de la France.

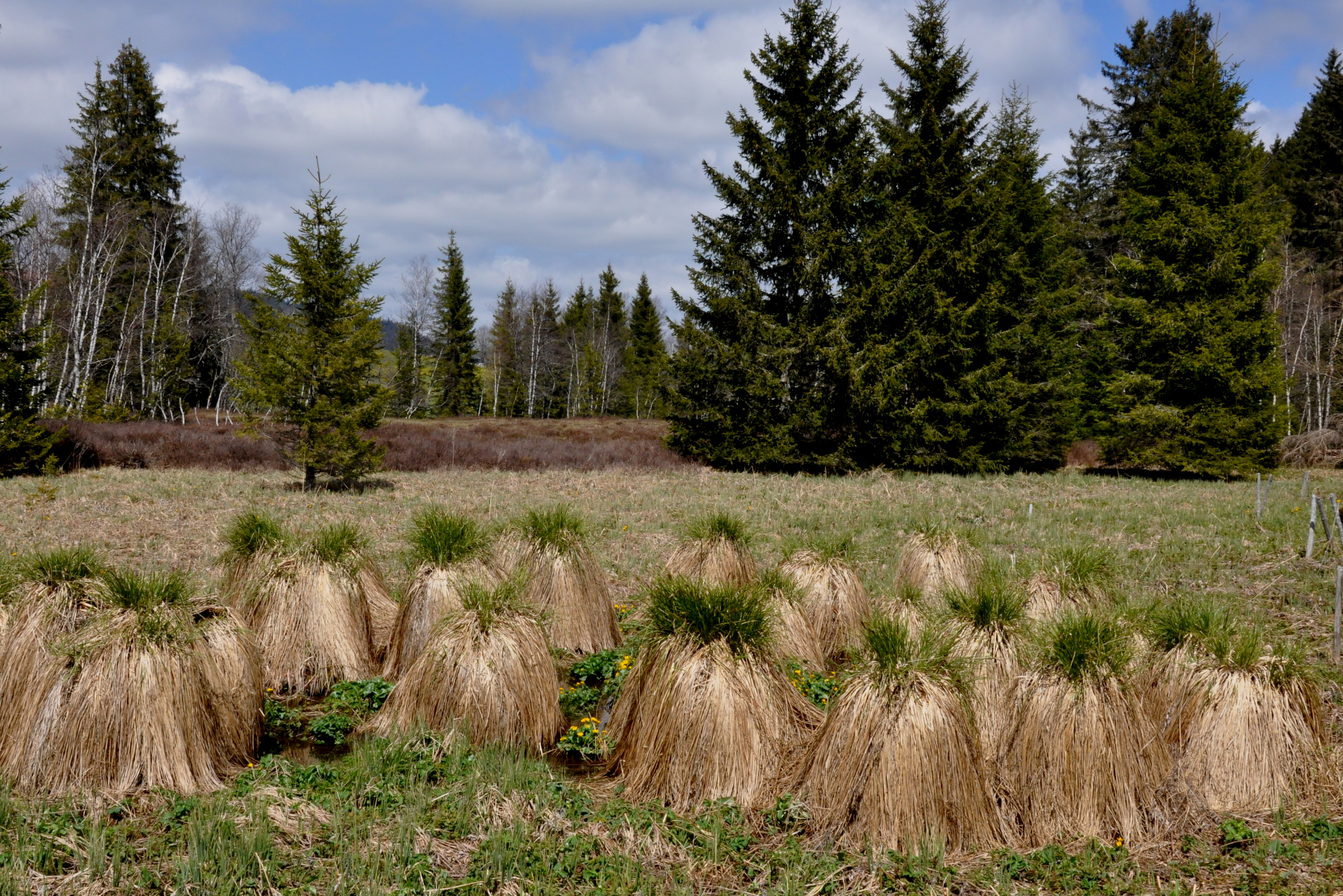
Touradons au Lac des Pontets près de Mouthe dans le Parc naturel régional du Haut-Jura.

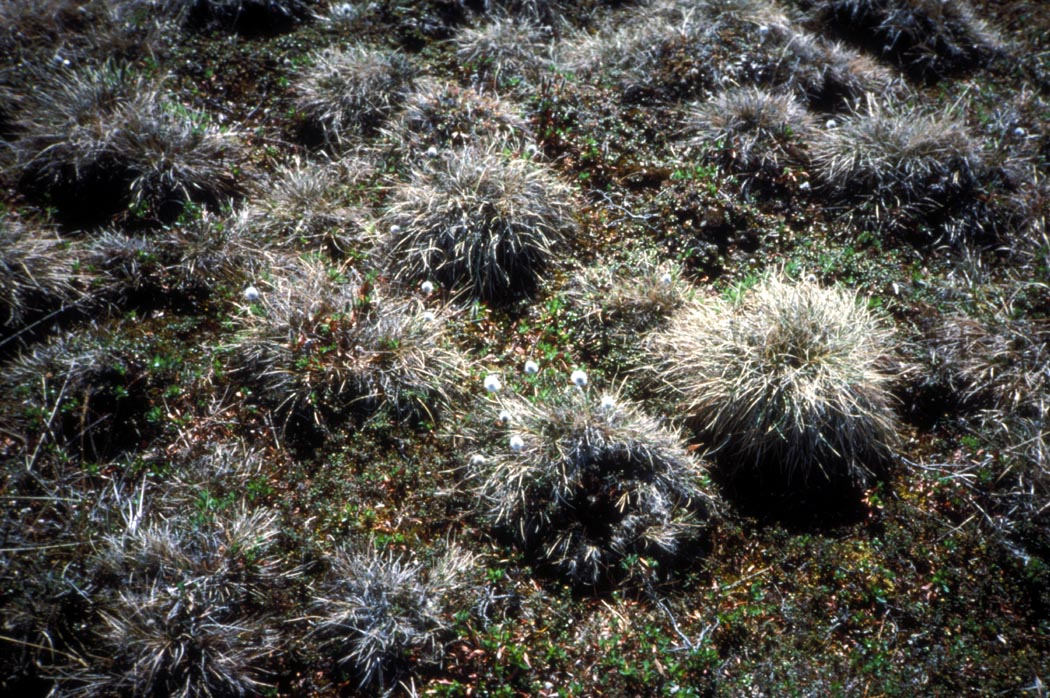
Touradons à Nassella.

    - Nassella neesiana — Stipe de Nees. ou tussack uruguayenne.
    - Nassella pulchra
    - Nassella tenuissima
    - Nassella trichotoma — Stipe à feuilles dentées[5]
    - Nassella tenuissima
    - Nassella viridula — Stipe verte[6]

  - genre Poa
    - Poa flabellata

  - genre Puccinellia
    - Puccinellia vaginata

  - genre Sporobolus
    - Sporobolus diander
- famille des Campanulaceae
  - genre Campanula
    - Campanula carpatica
- famille des Cyperaceae
  - genre Carex
    - Carex aquatilis
    - Carex diandra
    - Carex elata — le sommet du touradon est généralement exondé, mais la plante supporte une submersion totale saisonnière. Sur les touradons formés par la Laîche élevée poussent fréquemment des espèces telles que Lythrum salicaria, Lysimachia vulgaris, Lycopus europaeus, Solanum dulcamara et Galium palustre[7]. L'espèce Campylium stellatum occupe uniquement les mottes de Carex elata atteignant alors un recouvrement de 80 % de chaque petit touradon[8].
    - Carex paniculata[9]
    - Carex paradoxa[9]

  - genre Eriophorum
    - Eriophorum vaginatum